# Dovera
Dovera (Duéra in dialetto cremasco) è un comune italiano di 3 704 abitanti della provincia di Cremona in Lombardia.

## Storia
La fondazione di Dovera risale all'epoca romana. All'epoca era un piccolo borgo agricolo chiamato Dovaria che era attraversato da un'importante strada romana, la via Regina, che collegava Cremona con Mediolanum.
Dovera appartenne da sempre alla Gera d'Adda milanese. Il limitrofo centro abitato di Roncadello, oggi frazione, apparteneva invece al Contado di Lodi. Dovera appartenne alla provincia di Lodi dal 1786 al 1791.
In età napoleonica (1810) al comune di Dovera fu aggregata Roncadello, ridivenuta autonoma con la costituzione del Regno Lombardo-Veneto (1815). Contemporaneamente, entrambi i centri furono inseriti nel distretto di Pandino della provincia di Lodi e Crema.
Con l'Unità d'Italia i comuni di Dovera e Roncadello furono inseriti nel circondario di Crema della provincia di Cremona. Nel 1868 il comune di Roncadello fu aggregato definitivamente a Dovera.

### Simboli
Lo stemma e il gonfalone sono stati concessi con decreto del presidente della Repubblica del 25 marzo 1998.
Il galero prelatizio di nero, tradizionale insegna arcipretale, è un riferimento alla chiesa madre fondata nella frazione di Postino; la stella d'oro in campo azzurro ricorda l'apparizione della Madonna ad una fanciulla di Dovera, il 14 maggio 1386, in onore della quale venne eretto il santuario della Beata Vergine del Pilastrello; i tre elmi in campo rosso sono ripresi dal blasone dei conti Barni (di rosso, alla fascia diminuita d'argento, accompagnata da tre elmi, due nel capo e uno nella punta, posti di profilo e graticolati dello stesso, e bordati d'oro).
Il gonfalone è un drappo di azzurro.

## Monumenti e luoghi d'interesse

### Architetture religiose
- Chiesa parrocchiale di San Lorenzo, edificio in gran parte ricostruito nel 1961 ma che conserva la parte absidale della precedente chiesa.
- Santuario della Beata Vergine del Pilastrello, complesso di due edifici lungo la strada provinciale Bergamina.
- Santuario di san Rocco, nella frazione omonima.

## Società

### Evoluzione demografica
- 1235 nel 1751
- 1440 nel 1805
- 1767 nel 1809 dopo annessione di Roncadello
- 1762 nel 1853
- 1977 nel 1861
- 2657 nel 1871 dopo annessione di Roncadello nel 1868

Abitanti censiti

### Etnie e minoranze straniere
Al 31 dicembre 2020 gli stranieri residenti sono 340. Le comunità nazionali numericamente significative sono:
1. Romania, 102
2. Senegal, 48
3. Egitto, 35
4. Marocco, 33

## Geografia antropica
Il territorio comunale comprende, oltre al capoluogo, le frazioni di Barbuzzera, Postino, Roncadello e San Rocco.

## Infrastrutture e trasporti

### Strade
Il centro abitato è attraversato dalla strada statale 472 Bergamina, che unisce Treviglio a Lodi, ed è punto di origine di una strada provinciale che conduce a Crespiatica passando per la frazione di Postino.
Vi sono poi alcune strade minori, di importanza locale, dirette ai centri limitrofi.
La parte nord del territorio comunale, ai confini con Pandino, è lambita dalla strada statale 415 Paullese.

### Tranvie
Dal 1880 al 1920 Dovera era servita da una stazione della tranvia interurbana a vapore Lodi-Bergamo, che correva lungo la strada Bergamina.

## Amministrazione
Elenco dei sindaci dal 1985 ad oggi.
| Periodo | Periodo   | Primo cittadino       | Partito                         | Carica  | Note |
| ------- | --------- | --------------------- | ------------------------------- | ------- | ---- |
| 1985    | 1990      | Tarcisio Bruni        | Democrazia Cristiana            | sindaco |      |
| 1990    | 1995      | Tarcisio Bruni        | Democrazia Cristiana            | sindaco |      |
| 1995    | 1999      | Gianfranco Rancati    | lista civica di centro-destra   | sindaco |      |
| 1999    | 2004      | Giuseppe Rioldi       | lista civica di centro-sinistra | sindaco |      |
| 2004    | 2009      | Giuseppe Rioldi       | lista civica                    | sindaco |      |
| 2009    | 2014      | Franco Mosetti        | lista civica                    | sindaco |      |
| 2014    | 2019      | Paolo Mirko Signoroni | lista civica                    | sindaco |      |
| 2019    | 2024      | Paolo Mirko Signoroni | lista civica                    | sindaco |      |
| 2024    | in carica | Paolo Mirko Signoroni | lista civica                    | sindaco |      |

## Galleria d'immagini

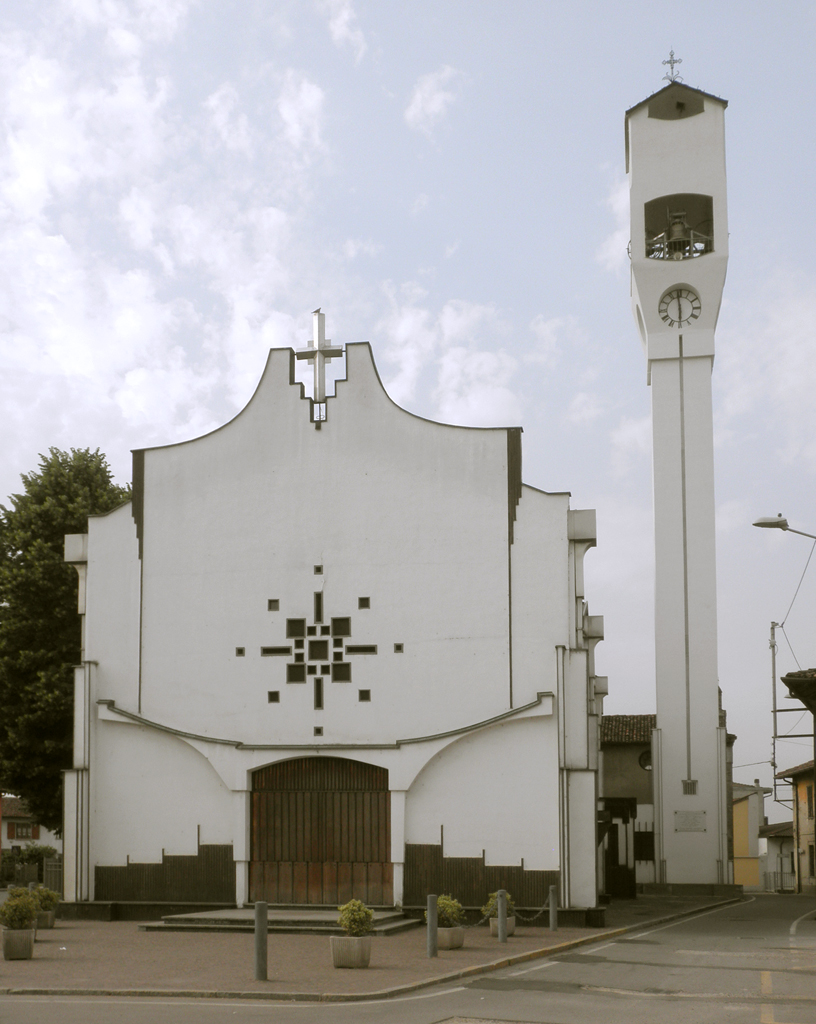
Chiesa di San Lorenzo, facciata
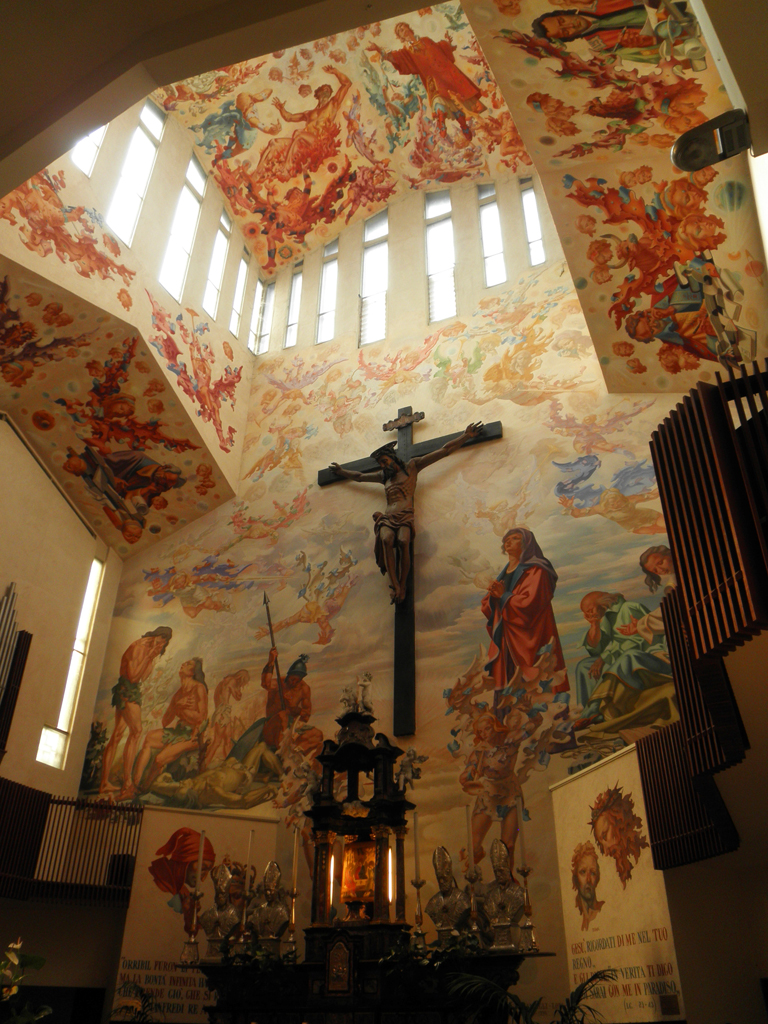
Chiesa di San Lorenzo, affresco sulla parete absidale
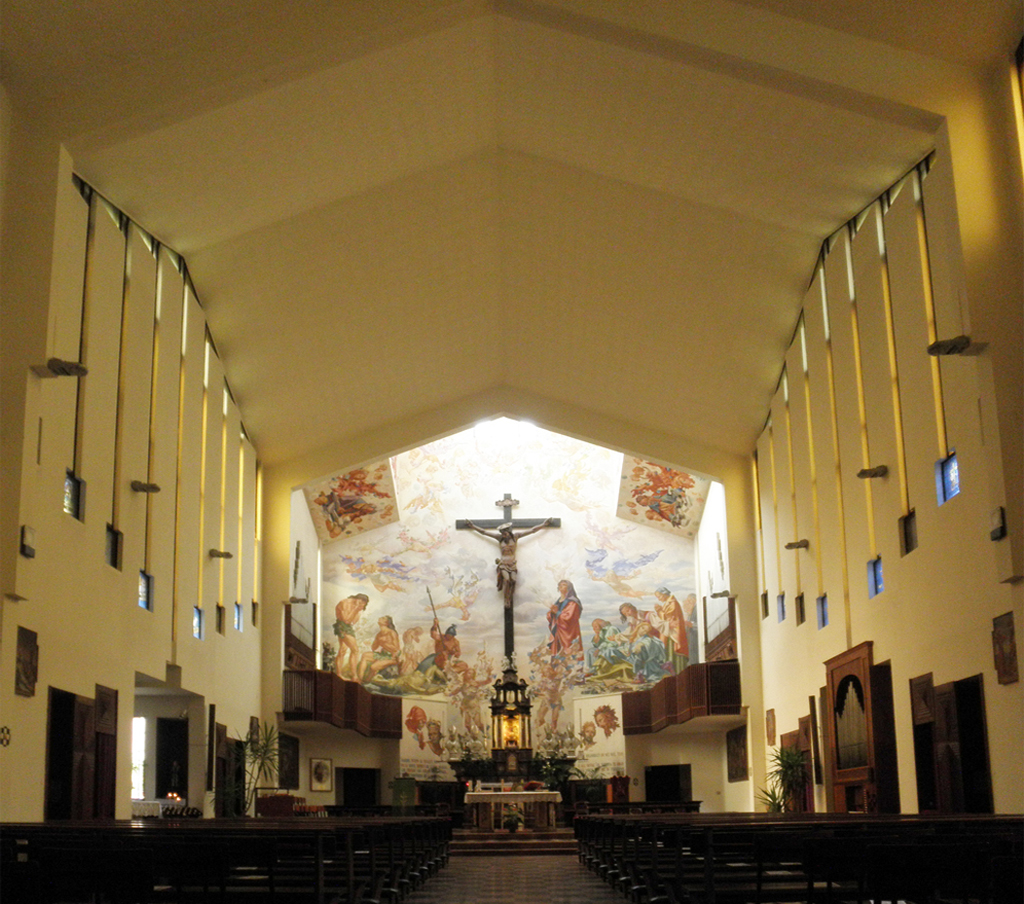
Chiesa di San Lorenzo, interno
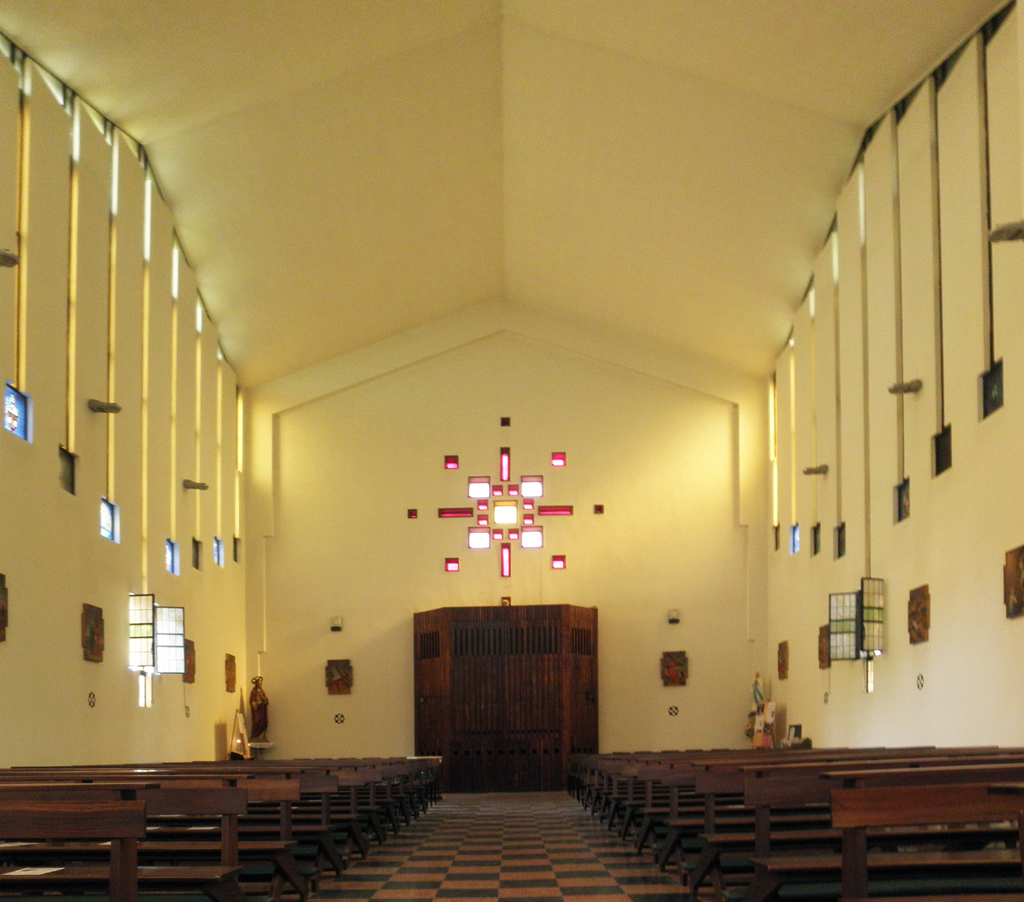
Chiesa di San Lorenzo, interno verso la controfacciata
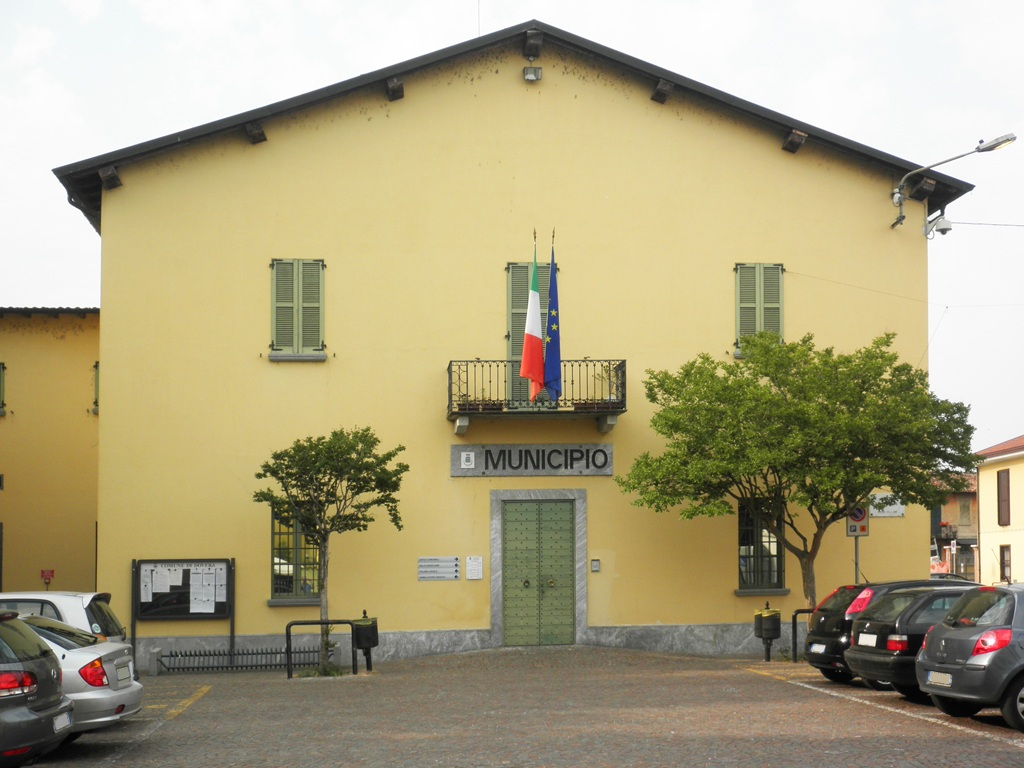
Municipio
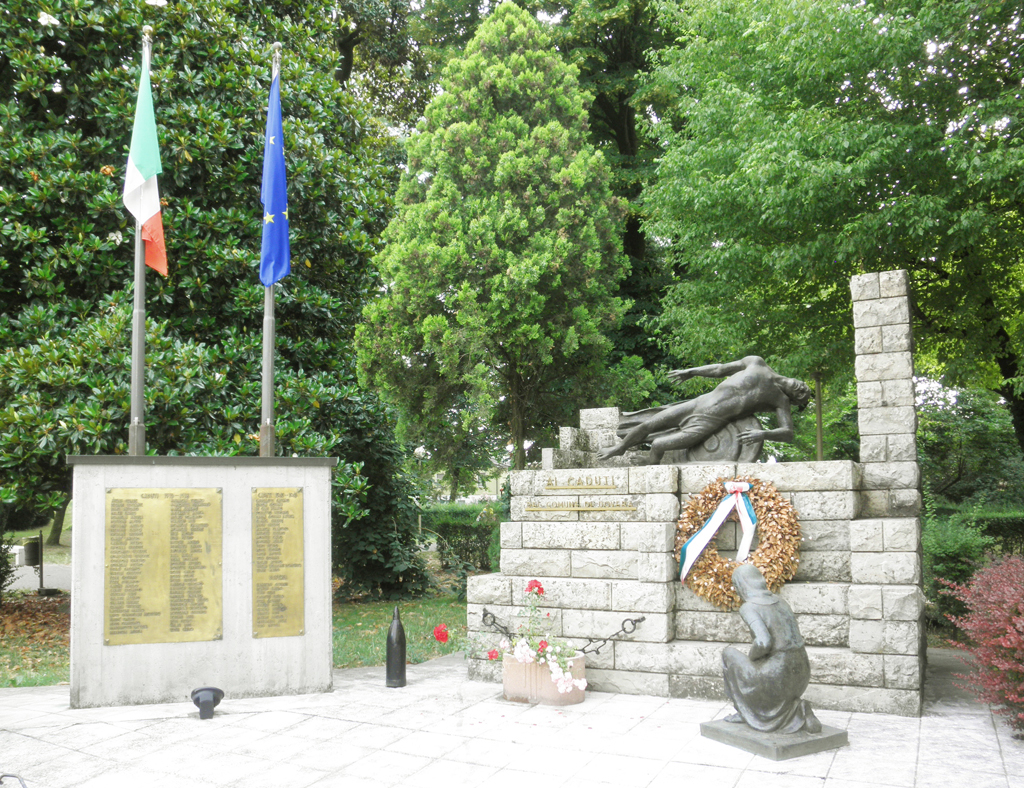
Monumento dei caduti in Piazza XXV Aprile